# Hoya australis
Hoya australis ist ein Art-Komplex der Gattung der Wachsblumen (Hoya) aus der Unterfamilie der Seidenpflanzengewächse (Asclepiadoideae).

## Merkmale
Hoya australis besitzt windende, sukkulente, sich wenig verzweigende Triebe, die im Alter mehr oder weniger stark verholzen. Junge Triebe sind behaart, ältere kahl. Die Triebe können 3 bis 7 m lang werden. Die meisten der Unterarten sind kletternd. Die gegenständigen Blätter sind gestielt, die Stiele sind 1,5 bis 3 cm lang. Die Blattspreiten sind elliptisch, länglich eiförmig bis kreisrund. sind meist sukkulent oder auch ledrig (bei subsp. tenuipes). Die Größe der Blätter variiert je nach Unterart von weniger als 5 cm Länge (subsp. sanae) bis zu 15 cm Länge bzw. 4 bis 9 cm Breite. Die Blattränder sind je nach Unterart mehr oder weniger stark umgebogen und/oder gewellt. Die Blattäderung ist gefiedert. Sie sind auf Ober- und Unterseite flaumig behaart.
Der doldenförmige Blütenstand besteht aus bis zu 50 Blüten und hängt nach unten. Die Oberfläche ist konvex, der Durchmesser beträgt 5 bis 6,5 cm. Der persistierende Stiel des Blütenstands ist 1 bis 3 cm lang, kahl oder auch behaart. Die Blütenstiele sind 2 bis 4 cm lang, die Kelchblätter oval bis annähernd dreieckig und wenig bis dicht behaart. Sie sind 1 bis 5 mm lang und 1 bis 3 mm breit. Die Blütenkrone misst etwa 1 bis 2,5 cm im Durchmesser; sie ist cremefarben bis weiß und an der Basis rot gefärbt. Die Kronblattzipfel sind eiförmig-gerundet, am Ende zugespitzt. Sie sind innen und außen kahl. Die Ränder sind jeweils umgebogen. Sie messen 5 bis 19 mm × 3 bis 7 mm. Die Nebenkrone ist cremefarben. Die staminalen Nebenkronenzipfel sind oval, auf der Oberseite konkav gewölbt und auf der Unterseite mit einer Rinne versehen. Der äußere Fortsatz ist annähernd rund, der innere Fortsatz zugespitzt. Die Pollinien messen 800 µm in der Länge und 300 µm in der Breite. Das apikale Ende uist gerundet, der basale Teil weist eine kleine, seitliche Anschwellung auf. Eine seitlich ansetzende membranige Haut (Flügel) erstreckt sich deutlich über die Hälfte der dorsalen Länge. Das Corpusculum ist eiförmig, ca. 400 µm lang und 200 µm breit. Basal setzen zwei kurze Stützelemente an. Die Caudiculae (Translatorarme) sind ca. 200 µm lang bei einem Durchmesser von 80 µm. Sie besitzen keine seitlichen Membrane bzw. sind ungeflügelt.
Die spindeligen Früchte messen 9 bis 13,5 cm in der Länge und 1 bis 1,5 cm im Durchmesser. Der Same ist länglich (5 bis 7 mm × 2 bis 3 mm) mit einem 2,5 bis 3 cm langen Haarbüschel. Die Chromosomenzahl beträgt 2n = 22.

## Geographisches Vorkommen
Die Art kommt in Indonesien (Sulawesi), Malaysia (Sabah), Australien, Fidschi, Neukaledonien, Papua-Neuguinea, Salomonen, Samoa, Tonga und Vanuatu vor.

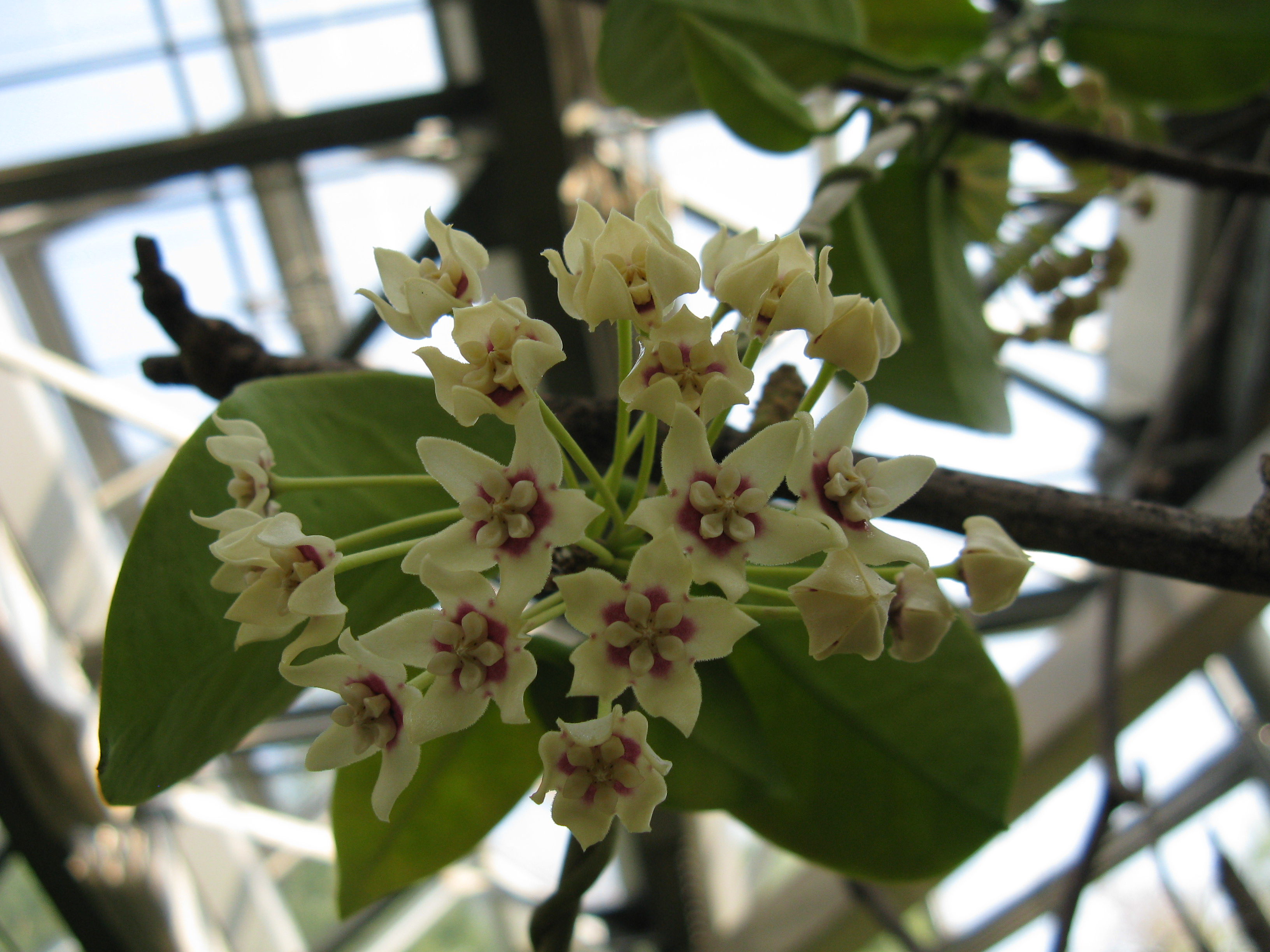
Hoya australis

## Systematik
Hoya australis wird von Hoffmann et al. in Albers und Meve (2002) in fünf Unterarten unterteilt:
- Hoya australis subsp. australis, kletternd, sukkulente, große Blätter (15 × 12 cm) mit schwach umgebogenen Rändern, wenig bis dicht behaart. Vorkommen: Australien (Queensland, New South Wales), Samoa und Vanuatu, Sabah.[3]
- Hoya australis subsp. melanesica P.I.Forst. & Liddle: Salomonen bis zu den Inseln des südwestlichen Pazifik.[3]
- Hoya australis subsp. nathalieae Kloppenb. & Siar: Neuguinea.[3]
- Hoya australis subsp. oramicola P.I.Forst. & Liddle, kletternd, Blätter sukkulent, länger als 5 cm, Rand stark umgebogen, wenig bis dicht behaart. Vorkommen: Australien (Northern Territory)[3]
- Hoya australis subsp. rupicola (K.D.Hill) P.I.Forst. & Liddle (Syn.: Hoya rupicola (K.D.Hill) P.I.Forst. & Liddle): Nicht kletternd, Blätter stark sukkulent, Ränder wenig umgebogen, dicht behaart. Vorkommen: Australien (Northern Territory)[3]
- Hoya australis subsp. sana (F.M.Bailey) K.D.Hill, kletternd, Blätter sukkulent, kleiner als 5 cm, die Ränder sind stark umgebogen, wenig bis dicht behaart. Vorkommen: Australien (Queensland)[3]
- Hoya australis subsp. tenuipes (K.D.Hill) P.I.Forst. & Liddle, kletternd, Blätter ledrig, Ränder wenig umgebogen, kahl bis wenig behaart. Vorkommen: Indonesien (Westneuguinea), Papua-Neuguinea, Australien (Queensland), Fidschiinseln, Salomonen und Tonga.[3]